# علی‌نظر (پلدشت)
علی نظر، روستایی از توابع بخش مرکزی شهرستان پلدشت در استان آذربایجان غربی در ایران است.

## جمعیت
این روستا در دهستان زنگبار قرار داشته و بر اساس سرشماری سال ۱۳۸۵ جمعیت آن ۴۶۶نفر (۱۲۲ خانوار)
بوده است.

## محصولات
هندوانه، کدو، تخمه آفتابگردان، خیار و سایر محصولات جالیزی و همین‌طور غلات و میوه مهم‌ترین محصولات روستا هستند. آب کشاورزی این روستا از رودخانه ارس تأمین می‌شود. به زودی کشت زعفران با کیفیت نیز در روستا آغاز خواهد شد.